# Dschahm ibn Safwān
Abū Muhriz Dschahm ibn Safwān ar-Rāsibī (arabisch أبو محرز جهم بن صفوان الراسبي, DMG Abū Muḥriz Ǧahm b. Ṣafwān ar-Rāsibī gest. um 746 in Marw) war ein islamischer Kalām-Gelehrter der späten Umaiyaden-Zeit. Er schloss sich dem murdschiitischen Rebellen Hārith ibn Suraidsch an, der in Chorasan einen Aufstand gegen die Umaiyaden anzettelte, und diente ihm als Sekretär. Nach Hāriths Tod auf dem Schlachtfeld wurde er vom Statthalter von Marw, Salm ibn Ahwaz, hingerichtet. Dschahm gilt als einer der ersten Vertreter der Lehre von der Erschaffenheit des Korans und ist für seinen rigiden Determinismus und sein abstraktes Gottesbild bekannt. Nach Cornelia Schöck war er der erste islamische Theologe im eigentlichen Sinne. Traditionalistische muslimische Gelehrte beurteilten Dschahm ibn Safwān sehr abschätzig. Die von ihm begründete theologische Lehrrichtung wird als Dschahmīya bezeichnet.

## Leben
Es gibt nur sehr wenige Informationen über das frühe Leben Dschahm ibn Safwāns. Er war ein Klient des arabischen Stammes der Banū Rāsib, war jedoch wahrscheinlich kein Perser, denn zumindest sein Name und der seines Vaters lassen vermuten, dass er in einem arabischsprachigen Umfeld aufwuchs. Ahmad ibn Hanbal gibt in seinem Kitāb ar-Radd ʿalā z-zanādiqa wa-l-Ǧahmīya an, dass er zu den Leuten Chorasans gehört und aus Tirmidh stammte. Nach einer späteren Quelle soll er von einem Perser erfahren haben, dass Dschahm aus Harran stammte. Al-Buchārī zitiert den Traditionarier Qutaiba al-Baghlānī (gest. 855) mit der Aussage, er habe gehört, dass Dschahm bei al-Dschaʿd ibn Dirham den Kalām gelernt habe.
In Tirmidh soll Dschahm ibn Safwān den Flussübergang bewacht haben. Dort stand er offenbar mit der buddhistischen Gruppe der Sumanīya im Kontakt. Nach Ahmad ibn Hanbal wollten die Sumaniten mit Dschahm ein Streitgespräch führen, wobei diejenige Partei, die in dem Gespräch argumentativ unterliegen würde, zur Religion der anderen Partei übertreten sollte. Nach einem Bericht, den al-Buchārī auf den Traditionarier ʿAbdallāh ibn Schaudhab zurückführt, ließ Dschahm aufgrund von religiösen Zweifeln für 40 Tage das rituelle Gebet aus, nachdem er einen Streit mit einem Vertreter dieser Gruppierung gehabt hatte.
744 schloss sich Dschahm dem Rebellen Hārith ibn Suraidsch an und wurde dessen Sekretär. Dieser, obwohl selbst ein Araber, setzte sich für die Rechte der Mawālī ein, der iranischen und sonstigen nicht-arabischen Konvertiten zum Islam. Nach dem Bericht at-Tabarīs las Dschahm den Anhängern al-Hāriths dessen politisches Programm vor. Nach Abū l-Qāsim al-Balchī widmete sich Dschahm dem Gebieten des Rechten und Verbieten des Verwerflichen. Außerdem pflegte er in seinem Zelt in Hāriths Lager erbauliche Geschichten zu erzählen. Nach der Lokalgeschichtsschreibung von Merw geriet Dschahm in der Hauptmoschee dieser Stadt mit Muqātil ibn Sulaimān aneinander, als er diesen wegen seines nachlässigen Umgangs mit Hadithen zur Rede stellte. Wāsil ibn ʿAtā' entsandte seinen Anhänger Hafs ibn Sālim zu ihm nach Chorasan mit dem Auftrag, mit ihm zu disputieren.
Im Jahre 745/46 war Dschahm so einflussreich, dass er bei einem Schiedsgericht, das in dem Konflikt zwischen Nasr ibn Saiyār und al-Hārith entscheiden sollte, die Partei seines Herrn vertreten konnte. Hierbei überredete er seinen Widerpart Muqātil ibn Haiyān zu dem Vorschlag, dass Nasr zurücktreten und ein Konsultativrat eingesetzt werden sollte. Der Plan scheiterte jedoch, nicht nur weil Nasr ihn zurückwies, sondern auch weil al-Hārith ibn Suraidsch mit Dschudaiʿ al-Kirmānī in einen Stammeskonflikt geriet und schließlich von diesem auf dem Schlachtfeld getötet wurde. Dadurch verlor Dschahm ibn Safwan plötzlich seinen Beschützer. Kurze Zeit später fiel er Salm ibn Ahwaz al-Māzinī at-Tamīmī, dem Chef von Nasr ibn Saiyārs Polizeitruppe, in die Hände. Obwohl er mit Salms Sohn einen Treuebund geschlossen hatte, wurde er hingerichtet.

## Theologische Lehren
Abū l-Qāsim al-Balchī und Abū l-Hasan al-Aschʿarī liefern in ihren doxographischen Werken zwei weitgehend übereinstimmende kurze Listen von Lehren, mit denen Dschahm ibn Safwān alleinstand (tafarrada bihā). Außerdem beschreibt Ahmad ibn Hanbal seine Lehren in seinem Kitāb ar-Radd ʿalā l-Ǧahmīya wa-z-zanādiqa. Anhand dieser Werke lässt sich Dschahms Lehrsystem ansatzweise rekonstruieren.

### Gott
Nach Ahmad ibn Hanbal (gest. 855) entwickelte Dschahm sein spezielles abstraktes Gottesbild in Auseinandersetzung mit der Sumanīya. Als ein Anhänger dieser Gruppe ihn fragte, ob er seinen Gott sehen, hören, riechen, fühlen oder ertasten könne, musste er jedes Mal verneinen. Als er ihn daraufhin fragte, woher er dann wisse, dass es ein Gott sei, sei er ratlos gewesen und habe 40 Tage lang nicht gewusst, wen er verehren solle. Schließlich sei ihm ein Argument eingefallen, mit dem er seinen Glauben an Gott verteidigen konnte. Dieses habe sich an die Lehre der christlichen Zindīqen angelehnt, wonach der Geist, der in ʿĪsā ibn Maryam war, der Geist Gottes gewesen war und Gott, wenn er etwas bewirken wolle, in eines seiner Geschöpfe eintrete und mit seiner Zunge spreche und gebiete und verbiete, was er wolle. Dieses Argument habe Dschahm dann im Streitgespräch mit den Sumaniten eingesetzt und Gott mit dem Lebensgeist verglichen: So wie er könne Er nicht gesehen, gehört, gefühlt oder betastet werden. Er habe kein Gesicht, das gesehen, keine Stimme, die gehört, und keinen Geruch, der gerochen werden könne, sondern entziehe sich den Blicken und befinde sich nicht an einem bestimmten Ort. Zur islamischen Begründung seiner speziellen Gotteslehre bezog er sich auf drei Koranaussagen: „Es gibt nichts, das ihm gleichkommt“ (Sure 42:11), „Er ist Gott im Himmel und auf Erden“ (Sure 6:3) und „Die Blicke (der Menschen) erreichen ihn nicht, werden aber von ihm erreicht“ (Sure 6:103). Umgekehrt meinte Dschahm, dass Bewegung ein Körper sein müsse, weil alles Unkörperliche Gott sei.
Nach ad-Dārimī (gest. 869) war die Grundlage von Dschahms Lehren, dass Gott keinen Rand (ḥadd), keine Grenze (ġāya) und keinen Endpunkt (nihāya) hat. Während die Mehrheit der Muslime Gott als Ding (šaiʾ) beschrieben, lehnte Dschahm dies ab. Er meinte, dass alle Dinge hervorgebracht (muḥdaṯ) seien und der Schöpfer der Verdinglicher der Dinge (mušaiyiʾ al-ašyāʾ) sei. Abū l-Hasan al-Aschʿarī zitiert ihn mit den Worten: „Ich sage nicht, dass Gott – gepriesen sei Er – ein Ding ist, weil das bedeuten würde, ihn mit Dingen zu vergleichen.“ Dschahm leitete diese Lehre aus der auf Gott bezogenen koranischen Aussage in Sure 42:11 ab: „Es gibt nichts, das ihm gleichkommt“ (laisa ka-miṯlihī šaiʾ). Da jedes Ding irgendeinem anderen gleiche, bedeute diese Aussage, dass Gott keinem Ding gleiche. Dementsprechend könne man ihn nicht als Ding bezeichnen. Ibn Hazm gibt an, dass Dschahm lehrte, das Gott weder ein Ding, noch kein Ding sei, weil Gott der Schöpfer jedes Dings sei und es nur erschaffene Dinge gebe. Damit habe er sich in einem diametralen Gegensatz zu Muqātil ibn Sulaimān, der lehrte, dass Gott ein Körper aus Fleisch und Blut in Gestalt eines Menschen sei.
ʿAbd al-Qāhir al-Baghdādī (gest. 1037) berichtet von Dschahm, dass er es auch ablehnte, Gott als lebendig, wissend oder wollend zu beschreiben, mit dem Argument, dass dies Beschreibungen seien, die man auch für existierende Dinge verwenden könne. Ausgenommen seien nur Beschreibungen, die allein auf ihn bezogen werden können wie mächtig, hervorbringend, handelnd, erschaffend, Leben verleihend und todbringend. Nach Fachr ad-Dīn ar-Rāzī (gest. 1209) lehnte Dschahm es auch ab, Gott als „den Existierenden“ (mauǧūd) zu bezeichnen.
Das Wissen Gottes ist nach Dschahms Lehre nicht schon seit aller Ewigkeit vorhanden, sondern in der Zeit hervorgebracht (muḥdaṯ). Dabei ist es Gott selbst, der dieses Wissen hervorbringt und durch es weiß. Das Wissen ist dabei etwas anderes als er selbst. In Chorasan erzählte man, dass nach Dschahms Meinung denkbar ist, dass Gott über alle Dinge Bescheid weiß, bevor sie existieren, durch ein Wissen, dass er vor ihnen hervorbringt. Allerdings wurde von ihm auch das Gegenteil erzählt, dass er nämlich gelehrt habe, dass Gott von den Dingen erst wisse, wenn sie einträten. Undenkbar sei dagegen, dass ein Ding bereits gewusst werde, während es noch nicht existiere. Grund dafür sei Dschahms Verständnis von dem Ding (šaiʾ) gewesen. Er meinte nämlich, dass nur existierende Körper Dinge seien, während das Nicht-Existente kein Ding sein könne, ganz gleich ob es gewusst werde oder nicht.

### Koran
Eine weitere Besonderheit Dschahms war seine Lehre von der Erschaffenheit des Korans. Er hielt den Koran für einen Körper und eine Wirkung (fiʿl) Gottes. Nach Ahmad ibn Hanbal hat er diese Lehre, die Kennzeichen der Dschahmiten wurde, von seinem Lehrer al-Dschaʿd ibn Dirham übernommen.
Zeitgenossen sollen sich außerdem an Dschahms respektlosen Verhalten gegenüber dem Koran gestoßen haben. So überliefert al-Buchārī einen Bericht, wonach ein Mann aus Merw, der ursprünglich mit Dschahm befreundet war, ihn zu schneiden begann, nachdem er mehrfach solche Verhaltensweisen bei ihm beobachtet hatte. Es habe damit angefangen, dass Dschahm einmal Mohammed für die Eleganz des Korans lobte, womit er implizit gegen die Lehre vom Koran als Rede Gottes verstieß. Ein andermal habe er nach Rezitation des Koranworts „Der Gnädige ist auf den Thron gestiegen“ in Sure 20:5 ausgerufen: „Bei Gott, wenn ich einen Weg finden, wie man es auskratzen könnte, hätte ich es aus den Koranexemplaren herausgekratzt“. Dann habe er kritisiert, dass im Koran die Geschichte von Mose an verschiedenen Stellen erzählt werde, ohne dass aber irgendwo zu Ende gebrachte wird. Schließlich habe er den Koran von seinem Schoß geworfen und sei auf ihn gesprungen.

### Eschatologie
Während die herrschende Lehrmeinung der Muslime besagte, dass Paradies und Hölle ewig bestehen und Belohnung der Gläubigen bzw. Bestrafung der Ungläubigen ewig fortdauern, lehrte Dschahm, dass Paradies und Hölle nicht ewig bestehen, sondern irgendwann untergehen. Dabei argumentierte er mit dem auf Gott bezogenen Koranwort in Sure 57:3: „Er ist der Erste und der Letzte.“ Umgekehrt legte er die auf die Paradiesgärten bezogene Aussage in Sure 3:15, dass die Gottesfürchtigen ewig in ihnen verweilen werden (ḫālidīn fīhā), als Formulierung aus, die lediglich der Emphase (mubālaġa) und Bekräftigung (taʾkīd) dient und nicht eine wirkliche Verewigung meint. Paradies und Hölle werden nach Dschahms Lehre auch erst am Tag der Auferstehung erschaffen.
Dschahm bestritt die Existenz der Waage, mit der im Jenseits die Taten der Menschen abgewogen werden sollen, die Sirāt-Brücke und die körperliche Himmelfahrt Mohammeds. Auch die von anderen muslimischen Gelehrten angenommene Bestrafung im Grab konnte seiner Auffassung nach nicht existieren, weil der Tote im Grab empfindungslos ist. Die Insassen des Paradieses und der Hölle werden nach seiner Meinung nach vergehen, bis Gott nur noch alleine existiert, so wie er am Anfang alleine existiert hat. Undenkbar sei es hingegen, das Gott Paradiesbewohner und Höllenbewohner ewig in Paradies bzw. Hölle bestehen lasse. Nach al-Aschʿarī stand dieser Glaubenssatz Dschahms in Zusammenhang mit seiner Überzeugung, dass auch Gottes Vorherbestimmungen (maqdūrāt), die von ihm gewussten Dinge und seine Handlungen einen Endpunkt haben.

### Das Wesen des Glaubens
Nach al-Balchī und al-Aschʿarī stellte Dschahm nur sehr niedrige Anforderungen für die Anerkennung von Menschen als gläubige Muslime. Der Glaube, so al-Balchī, besteht nach ihm allein aus der Erkenntnis (maʿrifa) und erfordert weder ein offenes Bekenntnis (iqrār) noch andere Gehorsamshandlungen (ṭāʿāt). An einer anderen Stelle spezifiziert al-Balchī, was Erkenntnis nach Dschahm bedeutet: Es ist das Wissen um Gott, seinen Gesandten und alles das, was er von Gott überbracht hat. Wenn der Mensch dieses hat, gilt er als Mu'min. Das Bekenntnis mit der Zunge, der Gehorsam mit dem Herzen, die Liebe zu Gott und seinem Gesandten, ihre Verehrung und die Furcht vor ihnen, das fromme Werk mit den Gliedmaßen haben dagegen für ihn nichts mit dem Glauben zu tun. Ähnlich wird Dschahms Position bei al-Aschʿarī wiedergegeben: Der Glaube ist das Wissen um Gott und der Unglaube das Unwissen um ihn. Die Pflicht, Gott zu erkennen, trifft den Menschen auch schon, bevor die Kunde von der Offenbarung zu ihm gelangt.
Selbst wenn der Mensch mit der Zunge den Glauben abstreitet, soll er dadurch nicht zum Ungläubigen werden, wenn er das Wissen um Gott hat. In besonders drastischer Weise wird dieser Punkt von Dschahms Lehre bei Ibn Hazm dargestellt: „Der Glaube ist eine Überzeugung (ʿaqd) im Herzen. Selbst wenn er den Unglauben mit seiner Zunge offen verkündet, ohne Taqīya zu üben, und im Dār al-Islām die Götzen anbetet oder sich zum Judentum oder Christentum bekennt, das Kreuz anbetet und die Dreifaltigkeit verkündet, und in diesem Glauben stirbt, ist er ein Gläubiger mit vollwertigem Glauben bei Gott und Freund Gottes, der zu den Leuten gehört, die ins Paradies eingehen.“
Dschahm lehrte nach asch-Schahrastānī, dass der Glaube nicht in Überzeugung (ʿaqd), Bekenntnis (qaul) und Werk (ʿamal) aufteilbar ist und die Gläubigen sich darin nicht gegenseitig übertreffen können. Der Glaube der Propheten und der Glaube der Gemeinschaft seien von der gleichen Art, die Arten des Erkennens könnten nicht einander übertreffen.

### Handlungstheorie
Nach den doxographischen Werken vertrat Dschahm auch einen rigiden Determinismus. Demnach handelt der Mensch in Wirklichkeit nicht selbst, sondern allein Gott. Er erschafft die Handlungen der Menschen ähnlich wie bei den unbelebten Dingen.  Er ist der Handelnde, während den Menschen die Handlungen nur „im übertragenen Sinne“ (ʿalā l-maǧāz) zugeschrieben werden, so wie man sagt: „Der Baum hat sich bewegt“, „der Himmelskörper hat sich gedreht“ oder „die Sonne ist untergegangen“. Man sage dies, obwohl es Gott sei, der diese Handlungen an Baum, Himmelskörper und Sonne hervorbringe. Beim Menschen sei es nur so, dass Gott in ihm eine Kraft (qūwa) erschaffe, durch die die Handlung erfolgt, einen Willen (irāda) zur Handlung und eine ihm eigene Entscheidung (iḫtiyār) zur Handlung. Er erschaffe diese so, wie er dem Menschen eine Körpergröße und eine Hautfarbe erschaffe. Wenn man sage, dass jemand gebetet, gefastet oder den Haddsch vollzogen habe, dann sei das so, wie wenn man sage, dass er groß oder dick geworden sei. Es sei ja Gott, der ihm die Freude an und den Appetit auf seine Nahrung erschaffe. Asch-Schahrastānī rechnete Dschahm wegen dieser Lehren den reinen Dschabriten (al-Ǧabrīya al-ḫāliṣa) zu.

## Anhängerschaft
Schams ad-Dīn al-Maqdisī (gest. um 1000) schreibt, dass in Termiz bis in seine Zeit die Mehrheit der Bevölkerung Dschahms Lehre folgte. Nach ʿAbd al-Qāhir al-Baghdādī (gest. 1037) gab es zu seiner Zeit auch in der iranischen Stadt Nehawand noch Anhänger Dschahms.

## Abschätzige Urteile
Traditionalistische Gelehrte begegneten Dschahm ibn Safwān mit großer Ablehnung. Muqātil ibn Sulaimān (gest. 767) soll einem Dschahmiten, der ihn mit einem Koranvers zu seiner Lehre zu bekehren versuchte, vorgehalten haben, dass Dschahm weder den Haddsch vollzogen noch mit den Gelehrten zusammengesessen habe, sondern ihm nur die Sprache gegeben worden sei. Der medinische Rechtsgelehrte al-Mādschischūn (gest. 780) urteilte abschätzig, dass Dschahms Rede wie „ein Attribut ohne Bedeutung“ oder „ein Bau ohne Fundament“ sei und man ihn nicht zu den Gelehrten zähle. Al-Mādschischūn begründete dieses Urteil damit, dass man Dschahm nach einer Frau gefragt habe, die vor dem Ehevollzug verstoßen wird, und er in seiner Antwort für sie eine Wartezeit (ʿidda) vorgeschrieben hatte, obwohl der Koran in Sure 33:49 explizit sagt, dass in diesem Fall den Frauen keine Wartezeit auferlegt werden darf. Andere Gelehrte nahmen daran Anstoß, dass Dschahm nach Berichten 40 Tage lang an der Existenz Gottes gezweifelt hatte.
Der irakische Traditionarier ʿAlī ibn ʿĀsim (gest. 816) wird mit der Aussage zitiert: „Hütet euch vor al-Marīsī und seinen Gefährten, denn ihre Rede zieht Zandaqa an. Ich sprach mit ihrem Lehrer Dschahm, und er konnte mir nicht versichern, dass es einen Gott im Himmel gibt.“ Yazīd ibn Hārūn wird mit der Aussage zitiert: „Der Koran ist die Rede Gottes. Gott verfluche Dschahm! Wer seine Lehre vertritt, ist ein Ungläubiger.“ Ahmad ibn Hanbal (gest. 855) nannte Dschahm einen „Feind Gottes“ (ʿadūw Allāh). Ad-Dārimī (gest. 869) verglich ihn mit Mohammeds Gegner, dem Machzūmiten al-Walīd ibn al-Mughīra. So wie al-Walīd über Mohammeds Offenbarungen gesagt habe, dass dies nur die Rede von Menschen sei (in hāḏā illā qaul al-bašar), sage Dschahm über den Koran, dass er nur erschaffen sei (in hāḏā illā maḫlūq). Beide Aussagen liefen auf Unglauben hinaus, so dass es berechtigt sei, sie zu Ungläubigen zu erklären.

## Religionsgeschichtliche Einordnung
Ibn Taimīya (gest. 1328) meinte, dass die spezielle Art der Argumentation, die den Kalām auszeichnet, zum ersten Mal bei Dschaʿd ibn Dirham und Dschahm ibn Safwān zutage getreten sei. Von ihnen sei sie dann zu Wāsil ibn ʿAtā' und ʿAmr ibn ʿUbaid gelangt. Der zaiditische Autor Ibn al-Murtadā (gest. 1437) stellte dagegen das Verhältnis zwischen Dschahm und Wāsil umgekehrt dar: Dschahm habe sich bei seinen Streitgesprächen mit der Sumanīya auf Argumente von Wāsil gestützt.
Richard Frank meinte, dass Dschahms System in Struktur und Inhalt klar und eindeutig neoplatonisch sei. Er argumentierte hierbei mit Parallelen zwischen Dschahms Thesen und den Enneaden von Plotin. Aber auch ein indischer Einfluss, etwa aus dem Hinduismus oder Buddhismus, scheint möglich.